# 馬場敬之
馬場 敬之（ばば けいし、1955年 - ）は、 日本の工学者、数学教育者、実業家。

## 概要
1974年福岡県立修猷館高等学校を経て、
東京大学大学院工学系研究科博士課程修了。工学博士。
応用数学の専門家。数学のあらゆる分野を知り、物理学や経済学にも造詣が深い。東京大学やユタ大学で研究をして多くの業績を残す。数多くの数学の参考書を出版し、部数は490万部を超える。
予備校講師もしていた。予備校では定員200人の教室に400人の受講生が集まっていた。
マセマ出版社代表。